# Financijska kriza
Financijska kriza je gospodarski poremećaj pri kojemu značajan dio financijske imovine kojega društva naglo gubi veći dio svoje nominalne vrijednosti. U 19. i na početku 20. stoljeća mnoge financijske krize bile su vezane uz bankovne panike i recesije koje su se s njima poklopile. Drugi gospodarski poremećaji koje se često naziva financijskim krizama uključuju burzovne slomove, pucanje cjenovnih mjehura, valutne krize i državni bankroti. Neke financijske krize na papiru izravno rezultiraju gubitkom, ali ne nužno i značajnim promjenama u realnoj ekonomiji. Jedna od takvih kriza bio je cjenovni mjehur na tržištu tulipanovih lukovica (tulipomanija) u Nizozemskoj u 17. stoljeću.
Mnogi ekonomisti stvorili su teorije o načinima na koje se financijske krize razvijaju i kako mogu biti spriječene, no konsenzusa nema te se financijske krize i dalje povremeno događaju.

## Varijante
U osnovi se razlikuje između bankarske krize, monetarne krize ili krize financijskoga sustava, u kojima pojedina država ili pojedine zemlje nemogu podmirivati inozemni dug

## Povijest
Od kraja 19. stoljeća financijske krize su u zemljama koje su pogađale, prouzročili prosječni privredni trošak od 5-10 posto bruto domaćeg proizvoda a uglavnom traju otprilike dvije do tri godine.
Među važnijim međunarodnim financijskim krizama nalaze se:
- Velika ekonomska kriza 30-ih godina 20. stoljeća
- Štednja kriza u SAD-u 1980. godinama
- Latinoamerička kriza od 70-ih do 80-ih godina 20. stoljeća
- Japanska bankarska kriza 1990.
- Azijske krize 1997. i 1998.
- Kriza u Rusiji tijekom 1998. i 1999.
- Financijska kriza s početkom u 2007. godini (subprime kriza)

## Navodi
1. ↑  Charles P. Kindleberger and Robert Aliber (2005), Manias, Panics, and Crashes: A History of Financial Crises, 5th ed. Wiley, ISBN 0-471-46714-6.
2. ↑  Luc Laeven and Fabian Valencia (2008), 'Systemic banking crises: a new database'. International Monetary Fund Working Paper 08/224.